# 生物分類總表
| 生物分類表 |
| - 病毒分类表 - 古菌分類表 - 細菌分類表 - 原生生物分類表 - 藻類分類表 - 真菌分类表 - 植物分類表（NCBI） - 被子植物 APG 分类法 （I、II、III、IV） - 动物分类表 - 昆蟲分類表 - 软体动物分类表 - 魚類分類表 - 两栖动物分类表 - 爬行动物分类表 - 恐龍分類表 - 鸟类分类系统 - 鸟类传统分类系统 - 鳥類 DNA 分類系統 - 哺乳动物分类表 |

这个列表以NCBI Taxonomy （页面存档备份，存于）上的分類爲基礎。

## 古菌域（Archaea）
包含嗜鹽菌、一些超嗜熱菌、嗜酸菌等。

## 細菌域（Bacteria）
包含放線菌、衣原體、支原體、立克次體等。

## 真核生物域（Eukaryota）

### 植物界（Plantae）
包含綠藻、輪藻、苔蘚植物、蕨類植物、種子植物等。

植物依据不同的分类方式可分为不同的类型，依据营养来源的不同分为自养型和异养型；依据是否形成种子分为孢子植物和种子植物；还可依据种子结构、主要特征进行分类。现介绍如下：

#### 自养植物与异养植物
根据生命活动所需有机物来源的不同进行分类，能自己合成有机物的是自养型植物；依赖于现成有机物的是异养植物。
类型包括有自养植物及异养植物，绿色植物包括有寄生植物、腐生植物、食虫植物、食菌植物。而常见代表有孢子植物和种子植物的菟丝子、腐生龙胆、苁蓉、猪笼草、天麻。

#### 孢子植物与种子植物
植物依据能否形成种子可分为种子植物和孢子植物。孢子植物又可分为藻类、苔藓、蕨类，均通过孢子进行生殖，进化顺序由低到高依次为藻类→苔藓→蕨类。种子植物对陆地的适应能力很强，依据种子外面有无果皮包被可分为被子植物（有果皮）和裸子植物（无果皮）。
植物的类型及常见主要特征如下：

##### 藻类植物
- 衣藻、水绵
  - 它們大都生活在水中，无根、茎、叶等器官分化。

##### 苔藓植物
- 墙藓、葫芦藓、地钱
  - 大多生活在潮湿环境中，植株矮小，有茎、叶分化，有假根；无输导组织，叶片仅有一层细胞。

##### 蕨类植物
- 蕨、肾蕨、卷柏、满江红
  - 生活在潮濕环境中，有根、茎、叶的分化；根、茎、叶中均有专门的输导组织，因此可以长高。

##### 裸子植物
- 松、杉、柏、苏铁、银杏
  - 种子祼露，无果皮包被，易受昆虫叮咬及不良因素的危害；对陆地环境的适应能力比孢子植物强，比被子植物弱。

##### 被子植物
被子植物的種子由种皮、胚和胚乳构成。其中，胚由子叶、胚芽、胚轴和胚根组成。有的种子有胚乳，有的种子无胚乳。主要类型有相同点是子叶、不同点是胚乳。
- 种子不裸露，有果皮包被；种子免受昆虫叮咬及不良因素的危害；是对陆地环境的适应能力最强的绿色植物。
  - 例如玉米、水稻、菊、牡丹、苹果、梨、刺槐

- 双子叶无胚乳是都有种皮和胚，胚都由胚芽、胚轴、胚根和子叶构成。
  - 例如菜豆、荠菜、花生。

- 两片无双子叶有胚乳。
  - 例如蓖麻、莲、荞麦、胡萝卜、苋菜、柿

- 两片有单子叶无胚乳。
  - 例如慈姑、泽泻、眼子菜

- 有一片单子叶有胚乳。
  - 例如玉米、小麦、水稻、高粱

### 真菌/後生動物組
真菌/後生動物組除動物界和真菌外，還包含領鞭毛蟲、魚醉菌等。

#### 動物界（Metazoa）
即“後生動物”。

#### 真菌界（Fungi）
包括子囊菌、擔子菌、接合菌、壺菌、聚合菌和微孢子蟲。..

### 其餘真核生物（原生生物和真核藻類）
真核生物除動物、植物、真菌三界之外統稱原生生物，爲並系群。
- 等輻骨蟲綱（Acantharea），如等棘蟲。
- 放射蟲綱（Polycystinea）
- 雙滴蟲類（Diplomonadida），如曲滴蟲、賈第蟲。
- Parabasalidea
  - 毛滴蟲綱（Trichomonada）
  - 超鞭毛綱（Hypermastigia）
- 異葉足綱（Heterolobosea），如集胞菌。
- 眼蟲門（Euglenozoa）
  - 動質體目（Kinetoplastida）
  - 眼蟲綱（Euglenida）
- 隱藻綱（Cryptophyta）
- 定鞭藻綱（Haptophyceae），如球石藻、等鞭金藻、棕囊藻。
- 不等鞭毛類（Heterokonta），除下列分類還包括輻球蟲、蛙片蟲等。
  - 金藻綱（Chrysophyceae）
  - 硅鞭藻綱（Dictyochophyceae）
  - 針胞藻綱（Raphidophyceae）
  - 前毛壺菌綱（Hyphochytriomycetes）
  - 卵菌綱（Oomycetes）
  - 褐藻門（Phaeophyceae），如海帶、巨藻、馬尾藻、墨角藻。
  - 硅藻門（Bacillariophyta）
  - 黃藻門（Xanthophyceae）
- 囊泡蟲類（Alveolata）
  - 頂複門（Apicomplexa），如瘧原蟲。
  - 纖毛蟲類（Ciliophora），如喇叭蟲、中縊蟲、榴彈蟲、草履蟲、四膜蟲。
  - 甲藻門（Dinophyceae）
- 單孢子蟲門（Haplosporidia）
- 絲足蟲類（Cercozoa）
- 根腫菌類（Plasmodiophorida）
- 粒網足蟲類（Granuloreticulosea），如有孔蟲。
- 葉足綱（Lobosea），如變形蟲（阿米巴）。
- 黏菌門（Mycetozoa）
- 灰胞藻綱（Glaucocystophyceae）
- 紅藻門（Rhodophyta），如石花菜、紫菜。

註：以上真核生物列表不完全，尚包括有其他一些未歸類原生生物。

## 外部連結
- Tree of Life （页面存档备份，存于）
- BioLib （页面存档备份，存于）
- NCBI Taxonomy （页面存档备份，存于）
- Taxonomy & Informatics （页面存档备份，存于）